# WTA Challenger Nanjing
Das WTA Challenger Nanjing (offiziell: Nanjing Ladies Open) war ein Tennisturnier der WTA Challenger Series, das 2013 in der chinesischen Stadt Nanjing ausgetragen wurde.

## Siegerliste

### Einzel
| Jahr | Siegerin    | Finalgegnerin | Ergebnis     |
| ---- | ----------- | ------------- | ------------ |
| 2013 | Zhang Shuai | Ayumi Morita  | 6:4, Aufgabe |

### Doppel
| Jahr | Siegerinnen         | Finalgegnerinnen                | Ergebnis |
| ---- | ------------------- | ------------------------------- | -------- |
| 2013 | Misaki Doi Xu Yifan | Jaroslawa Schwedowa Zhang Shuai | 6:1, 6:4 |